# فخرآباد (کوهرنگ)
فخرآباد روستایی است در شهرستان کوهرنگ، بخش دوآب صمصامی، استان چهارمحال و بختیاری.